# Schweinheim (Aschaffenburg)

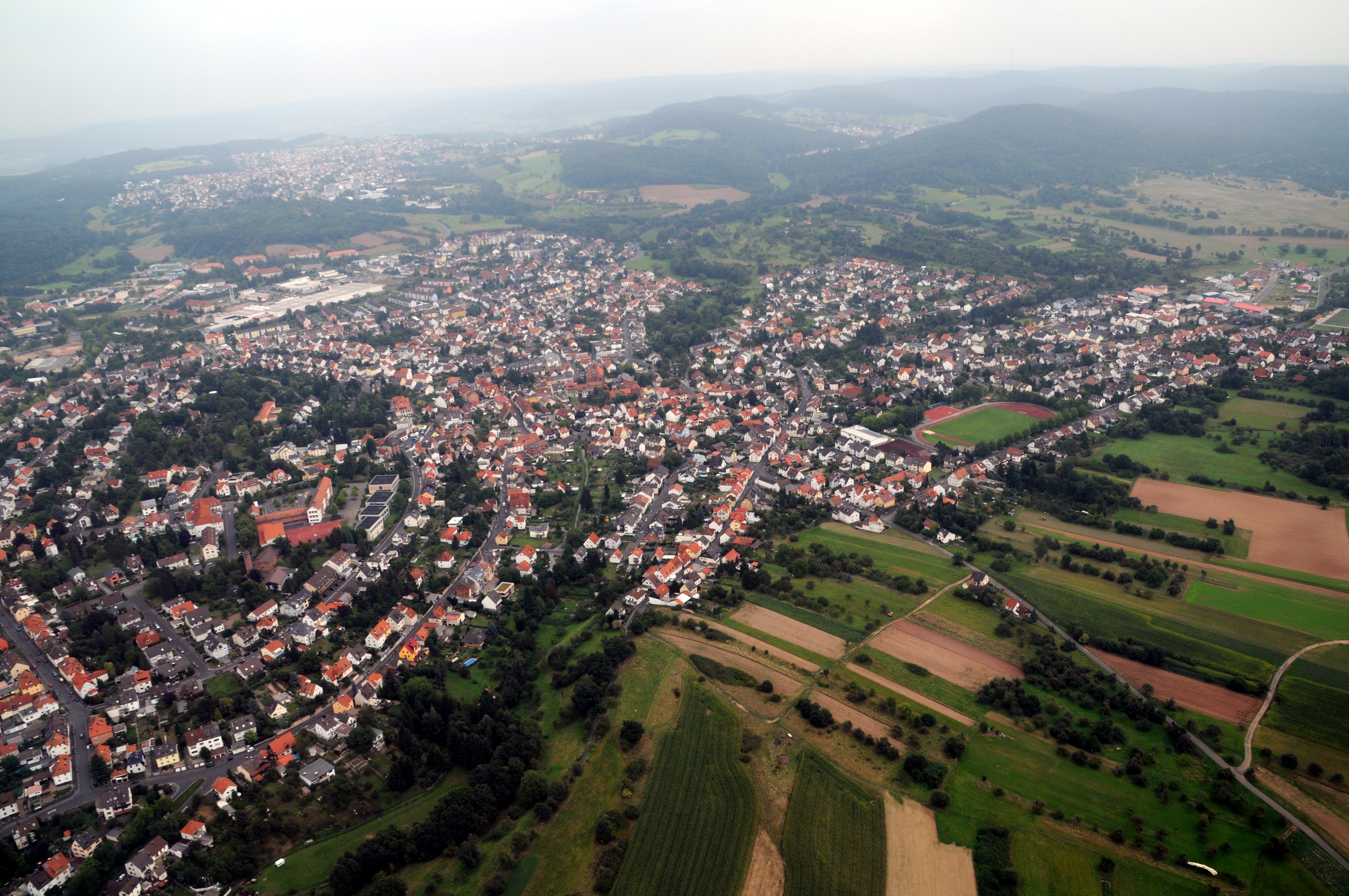
Luftbild 2008

Schweinheim (lokale Aussprache: [ʂwɔjə]) ist ein Stadtteil der kreisfreien Stadt Aschaffenburg mit 10.786 Einwohnern (31. Dezember 2021) und gehört zum Regierungsbezirk Unterfranken im Freistaat Bayern der Bundesrepublik Deutschland.

## Geographie

Lage von Schweinheim in Aschaffenburg

Der Stadtteil liegt am rechten Mainufer im südlichen Stadtgebiet am Rand des Naturparks Spessart. Er wird begrenzt durch den Main, den Stadtteil Obernauer Kolonie, die Bahnlinie Aschaffenburg – Miltenberg der Maintalbahn, die Schweinheimer Straße, die Rhönstraße, die Würzburger Straße, die Gemeinde Haibach im Landkreis Aschaffenburg, den Stadtteil Gailbach, durch die Marktgemeinde Sulzbach im Landkreis Miltenberg und den Stadtteil Obernau. Der Stadtteil hat eine Fläche von 1598 Hektar. Der topographisch höchste Punkt der Gemarkung und des Stadtteils Schweinheim befindet sich auf dem Weißberg südöstlich des benachbarten Aschaffenburger Stadtteils Gailbach mit 358 m ü. NHN. Dieser Punkt wird in seiner Höhe um etwa elf Meter durch den Aussichtsturm auf dem Stengerts überragt. Der niedrigste Punkt der Schweinheimer Gemarkung liegt im Main oberhalb der Mündung des Hensbaches, von dem Schweinheim durchflossen wird, auf 108,5 m ü. NHN.

### Nachbargemarkungen
Folgende Gemarkungen grenzen an das Ortsgebiet von Schweinheim:
|         | Aschaffenburg                               | Haibach  |
| Leider  | Kompassrose, die auf Nachbargemeinden zeigt | Gailbach |
| Obernau | Sulzbach am Main und Soden                  |          |

## Name
In alten Urkunden und Karten stehen noch die Bezeichnungen Oberhayn, Oberhaim, Schweinhain bzw. Unterhayn, Under Schweinhaug bzw. Elderberg, Hayn oder Hagen lateinisch indago. In der Region Aschaffenburg gab bzw. gibt es mehrere Ortschaften mit der Bezeichnung Hayn. Eine davon bildet heute einen Teil der Gemeinde Laufach und heißt Hain. In alten Urkunden werden laut Dahl auf dem Gebiet des heutigen Schweinheim zwei Gebäudeansammlungen mit dem Wort Hayn bezeichnet. Später wandelte sich der Name zu Oberhayn und Unterhayn. In einer Urkunde aus dem Jahre 1308 wird erstere Siedlung als Superiore Indagine (vom lateinischen indago) bezeichnet. Dies impliziert laut Dahl, dass es ein weiteres Dorf untergeordneten Ranges gegeben haben muss, folglich Unterhain. Schweinfest verweist jedoch darauf, dass es sich bei dem Ort Obernhain (lat. indago superior) um das heutige Obernau gehandelt haben soll. Letztlich entwickelten sich die Ortsbezeichnungen Schweinheim, Unterschweinheim und Elterhöfe.
Gleichnamige Orte namens Schweinheim gibt es bei Bonn, Euskirchen und im Elsass, wo Schweinheim heute Schwenheim geschrieben wird. Von Schwanheim am Main ist die historische Schreibweise Sueinheim überliefert. Schweinheim ist der Name eines untergegangenen Dorfes bei Jockgrim in der Pfalz, von dem nur das sogenannte Schweinheimer Kirchel erhalten geblieben ist.

## Geschichte
Im Jahre 1218 überträgt Gottfried von Kugelnberg, Probst zu (Ober-)Mockstadt, Domherr und Archidiakon zu Würzburg, das Patronatsrecht der Kirche in Hösbach und sein väterliches Erbgut in Hagen dem Würzburger Kanoniker Konrad von Kugelnberg. Dieser soll es dem neuen Kloster in Hagen (laut Dahl heutiges Schweinheim) zuwenden. Dabei dürfte es sich um das Gebiet im Bereich der Klosterrainstraße handeln. Der Standort des Klosters ist in der vorhandenen Literatur nicht mehr eindeutig zu recherchieren.
Am 1. November 1249 erhielten die Einwohner durch Erzbischof Christian II. die gleichen Rechte und Freiheiten wie die Bürger Aschaffenburgs. Dadurch waren sie von den Vogteileistungen und vom Militärdienst befreit. Dafür mussten sie die bischöflichen Weinberge in Schweinheim bearbeiten und Handdienste leisten, wenn der Kurfürst und Erzbischof im Schloss von Aschaffenburg weilten. Etwa in der Zeit der Bauernkriege (um 1525) verlor Schweinheim wiederum sein Aschaffenburger Bürgerrecht und erlangte gemeindliche Selbstständigkeit.
Im Rahmen der Türkenkriege oder zutreffender Osmanenkriege wurde auch in der Centha Spechshardt die Türkensteuer erhoben. Gemäß den Aufzeichnungen von 1551 gab es zu dieser Zeit 61 Haushalte in Schweinheim.
Ein Stein mit dem Wappen des Kurfürsten Daniel Brendel von Homburg und der Jahreszahl 1579 über einem zugemauerten Torbogen der Friedhofsmauer auf dem Haidberg zeugte noch 1886 zusammen mit Kellerreirechnungen von der Existenz eines herrschaftlichen Hofgutes an dieser Stelle.
Der Dreißigjährige Krieg hinterließ auch in Schweinheim deutliche Spuren. Vor dem Einfall der Schweden im Jahre 1631 zählte der Ort noch 87 männlich geführte Haushalte; im Jahr 1650 waren es nur noch 32. Der drastische Rückgang verdeutlicht die Folgen von Krieg, Pest und Hungersnöten für die lokale Bevölkerung. Diese Zahl erholte sich nur langsam. Noch 1668 lebten lediglich 35 Männer, 36 Frauen, 57 Jungen und 44 Mädchen in Schweinheim. Noch 1675 gab es laut der Schweinheimer Huldigung im Stadtteil lediglich 35 Haushalte. Dabei waren nur Männer zur Huldigung aufgefordert. Schätzungsweise kamen noch etwa 10 bis 15 Prozent Witwenhaushalte dazu. Erst vierzig Jahre nach dem Dreißigjährigen Krieg war die Schweinheimer Bevölkerung wieder auf etwa 300 Einwohner angewachsen. Die Zahl der Häuser war bis 1886 auf 66 Gebäude angestiegen.
Aus dem Jahr 1700 ist die Abschrift des Schweinheimer Weistums von 1624 erhalten. Die Schweinheimer Gemarkung umfasste damals die Orte Schweinheim, Unterschweinheim und Elterhöfe.
1715 erhielt die Jüdische Distriktsgemeinde Aschaffenburg die Erlaubnis, ihren auf Schweinheimer Gemarkung an der Grenze zu Obernau gelegenen Verbandsfriedhof, den die jüdischen Gemeinden Goldbach, Mömlingen, Hofstetten, Großwallstadt, Niedernberg und Hausen mitbenutzten, eine Mauer zu ziehen.
Quellenmäßig unsicher wurde 1761 durch Nikasius Staudt die Brauerei „Zur Goldenen Rose“ gegründet.
Am 31. August 1784 wurden im sogenannten Reichemer Wald am Reichemer Brünnchen neben einem Pflugsech freigespülte Goldmünzen gefunden. Weitere Grabungen ergaben Schatzgeld im Gesamtwert von etwa 6.000 Gulden. Die Gold- und Silbermünzen datieren aus den Jahren 1297 bis 1629. Möglicherweise handelte es sich um Überbleibsel des Dorfes Reichenbach, welches um 1630 untergegangen ist.
Am Ende des Kurfürstentums Mainz gehörten Schweinheim, Unterschweinheim und die Elterhöfe neben anderen Gemeinden zur Amtsvogtei Schweinheim, die ihren Sitz in Aschaffenburg hatte. 1812 hatte die Munizipalität Schweinheim mit den vier Elterhöfen, Unterschweinheim und mehreren isoliert liegenden Mühlen 208 Feuerstellen und 1076 Seelen (Einwohner) und gehörte zur Districtsmairie Schweinheim im Departement Aschaffenburg des Großherzogtums Frankfurt. Maire war Jacob Heßler. Seine Adjunkte hießen Johann Oberle und Lorenz Hettinger. Nach dem Übergang zur Krone Bayern gehörte Schweinheim zu dem am 1. Oktober 1814 gegründeten Landgericht Aschaffenburg, das bis dahin Gericht Schweinheim genannt worden war. Am 17. Mai 1818 wurde aus den drei Orten die landgerichtliche Ruralgemeinde Schweinheim geschaffen.
1821 wurde Schweinheim von der Aschaffenburger Muttergottes-Pfarrei getrennt und bekam eine eigene Pfarrei mit den Filialen Gailbach, Haibach und Grünmorsbach. Ihr erster Pfarrer war Jakob Wollbach, der am 23. Januar 1821 vom Würzburger Juliusspital nach Schweinheim wechselte.
1829 wurde in Schweinheim die Viehtrift abgeschafft und die Stallfütterung eingeführt. 1832 bestand Schweinheim aus sieben Mühlen, sechs Höfen in Unterschweinheim, den Elterhöfen, aus 214 Häusern und zwei Ziegelhütten im Dorf selbst. Es zählte 1472 Einwohner und hatte eine schöne Gemeindewaldung sowie Obst und Weinbau.
1839 zählte Schweinheim 1582 Einwohner.
In Schweinheim wurde im frühen 19. Jahrhundert Porzellanerde und Reibesand abgebaut. 1832 bestand Schweinheim aus sieben Mühlen, sechs Höfen in Unterschweinheim, den Elterhöfen, aus 214 Häusern und zwei Ziegelhütten im Dorf selbst. Es zählte 1472 Einwohner und hatte eine schöne Gemeindewaldung sowie Obst und Weinbau.
1839 zählte Schweinheim 1582 Einwohner.
Am 16. Juli 1854 wurden im Pfarramt Schweinheim die Schulschwestern feierlich eingeführt und am 28. August 1854 beschenkte Ludwig I von Bayern die Gemeinde Schweinheim mit 200 Gulden zur Errichtung einer Kleinkinderbewahranstalt.
1859 gab es in Schweinheim eine Rettungsanstalt des St. Johannis-Zweigvereins zur Vorsorge gegen Verwahrlosung der Jugend. In diesem Jahr wurden von den armen Schulschwestern zwölf arme verwahrloste Kinder aus Nachbargemeinden verpflegt und erzogen.
Im Frühjahr 1860 wurde unter Gemeindevorsteher Rückert die Herbig, ein 22 Tagwerk großes, sumpfiges Gelände südwestlich der Ortslage mittels eines 16 Fuß breiten und 4 Fuß tiefen Grabens und dem abschnittsweisen Bau eines steinernen Drainagekanals von den genossenschaftlich organisierten Eigentümern von 275 Grundstücksparzellen unter der Leitung von Kreis-Wiesenbaumeister Philipp Ludwig Jox (* 30. Dezember 1806 in Ettingshausen; † 15. November 1874 ebenda) in sechswöchiger Arbeit meliorisiert. Für die Arbeiten im Wert von 600 bis 700 Gulden wurden nur 21 Gulden in bar ausgegeben. Die „Kosten der eigentlichen Technik“ übernahm die Kreisregierung von Unterfranken und Aschaffenburg aus ihrem Fonds. Infolge der in Schweinheim verbreiteten Aufgabe landwirtschaftlicher Nutzungen und Versumpfung hat der Herbigsbach heute zum Teil den rechtlichen Status eines Biotops, zum Teil den eines geschützten Landschaftsbestandteils, teilweise aber auch den eines Naturschutzgebietes. Nach dem Beispiel der Herbig wurde im selben Jahr auch der Wiesengrund des Gailbaches und Wiesengrundstücke am Hensbach für den Futterbau kultiviert.
Am 25. Januar 1874 wurde der Genossenschaftsvertrag der Darlehenskasse Schweinheim geschlossen.
1884 gab es in Schweinheim 35 Pferde, 738 Stück Rindvieh, 14 Schafe, 260 Schweine, 102 Ziegen und 34 Bienenstöcke.
Am 7. April 1889 wurde in Obernau das erste Aschaffenburger Wasserwerk mit einem 1.000 Kubikmeter fassenden Hochbehälter auf dem Bischberg eröffnet.
Im Jahr 1901 wurde am Schweinheimer Mainufer vom Königreich Bayern eine provisorische Schiffswerft zur Instandhaltung vor allem von Kettendampfern errichtet.
Vom Anfang des 20. Jh. bis in die 1950er Jahre wurde an der Gailbacher Straße Kalkspat gebrochen. Zunächst im Tagebau (Weißer Steinbruch), später an der gleichen Stelle im Heinrichsstollen und kurz vor Gailbach im Gertrudstollen.
Bis zur Eingemeindung des Eckertsmühlgebietes (17. November 1904) nach Aschaffenburg verlief die Grenze der Schweinheimer Gemarkung gegenüber der Städtischen Gemarkung auf der Linie Hensbach – Obernauer Straße – Am Häsbach – Bildstock Unterhainstraße – Bertastraße – Bahnweg 2 – Bavariastraße – Blütenstraße – Taunusstraße 1 – Odenwaldstraße – Wendehammer der Alois-Grimm-Straße – Rotwasserstraße – Kullmannstraße – Schlörstraße – Steubenstraße – Kindergarten Schwalbennest – Dümpelsmühlstraße 11 – Dörnbach.
Kurz vor dem Ersten Weltkrieg wurde durch das Königreich Bayern ein Exerzierplatz – an der Stelle des späteren Truppenübungsplatzes Aschaffenburg angelegt.
Im Jahr 1922 wurde nach Plänen von Otto Leitolf an der Einmündung der Schulzengasse in die Marienstraße ein Ehrenhain mit Kriegerdenkmal aus Muschelkalk angelegt, das sogenannte neue Kriegerdenkmal. Die Pieta ist ein Werk von Bildhauer Hans Gehring.
Am 1. April 1939 wurde Schweinheim nach Aschaffenburg eingemeindet. Bei seiner Eingemeindung war Schweinheim mit ca. 5300 Einwohnern die größte Landgemeinde Unterfrankens. Infolge der Eingemeindung wurden nachstehende Straßen umbenannt: Schulstraße in Freundstraße, Obernauer Straße in Bischbergstraße, Luitpoldstraße und Goethestraße in Schneebergstraße, Österreicher Straße in Liebezeitstraße, Landing in Braugasse, Fischergasse in Seebornstraße, Mühlgasse in Hensbachstraße, Ringstraße in Gutwerkstraße, Bayernstraße in Rotäckerstraße, Scharnhorststraße in Blütenstraße, Friedensstraße in Blumenstraße, Friedhofstraße in Haidbergstraße, Schlageterstraße in Heimstraße, Jahnstraße in Sportweg, Adolf-H.-Straße in Bergstraße und Hindenburgstraße in Molkenbornstraße. Um diese Zeit wurden zudem umbenannt die Aschaffenburger Straße in Schweinheimer Straße, die Dessauerstraße in Lindestraße, die Friedrich-Ebert-Straße in Weinbergstraße.
Am Ende des Zweiten Weltkrieges geriet Schweinheim bei der Belagerung Aschaffenburgs am 25. März 1945 (Palmsonntag) in das Gefechtsfeld zwischen der US-amerikanischen 45th Infantry Division und der Deutschen 36. Volksgrenadierdivision, bzw. dem Kampfkommando, das Aschaffenburg verteidigte. Nach Orts- und Straßenkämpfen wurde Schweinheim am 31. März 1945 (Karsamstag) von amerikanischen Truppen eingenommen.
Ungeachtet seiner stetig wachsenden Einwohnerzahl – von 1961 bis 2010 kamen ca. 3300 Einwohner hinzu – blieben die Elterhöfe und stellenweise auch der Ortskern und Unterschweinheim dörflich geprägt.
Die Gründe für den stetigen Einwohnerzuwachs bis in die jüngste Vergangenheit sind in der Umwandlung des zuletzt von den US-Streitkräften genutzten Gebietes um die ehemalige Artilleriekaserne (Ready Barracks) in Wohn-, Misch-, Gewerbe- und Sondergebiete zu finden, aber auch in der Ausweisung und Erschließung eines Gewerbegebietes und neuer Wohngebiete am südlichen Ortsrand.

## Religion

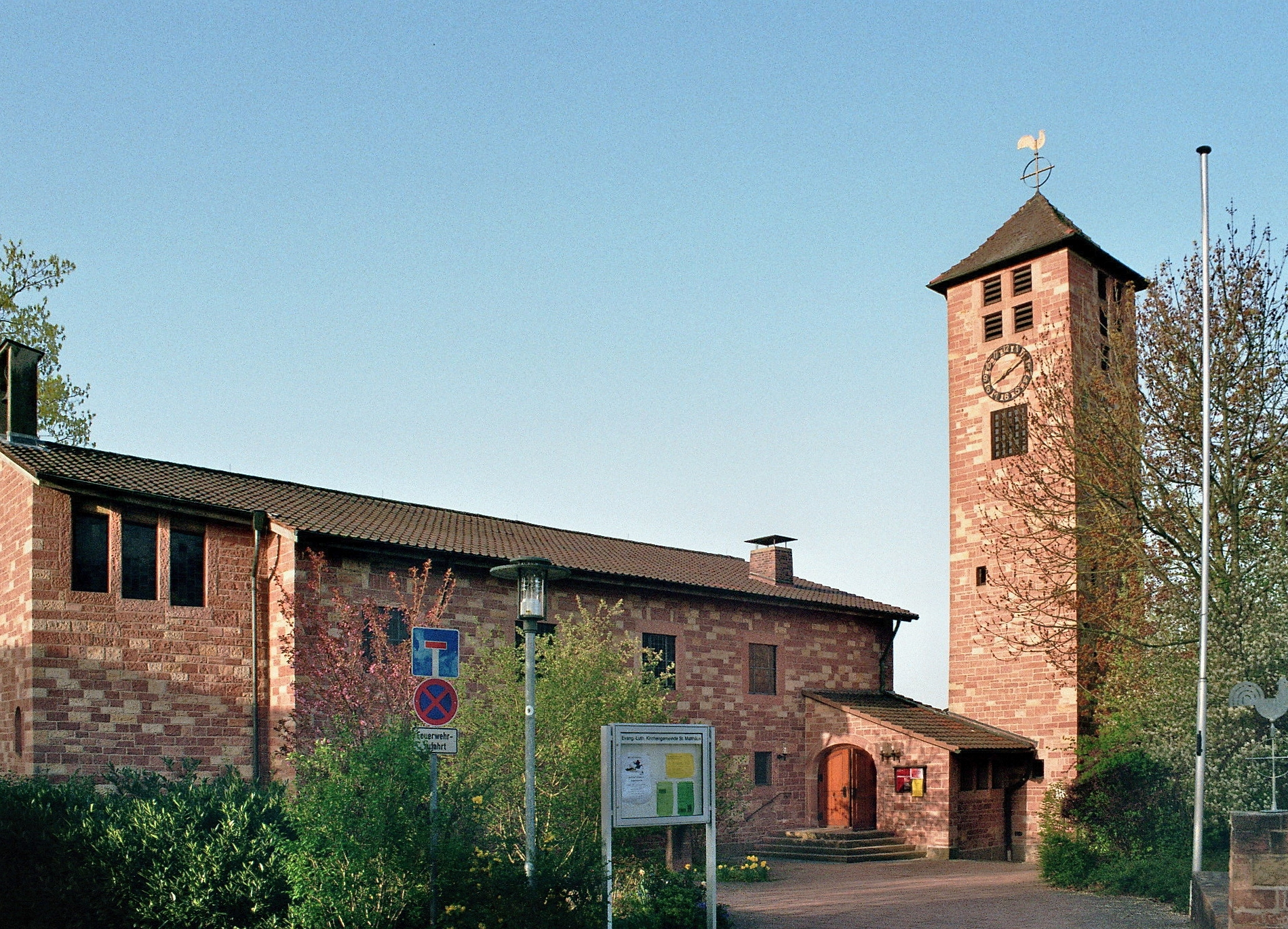
Evangelisch-lutherische Kirche St. Matthäus

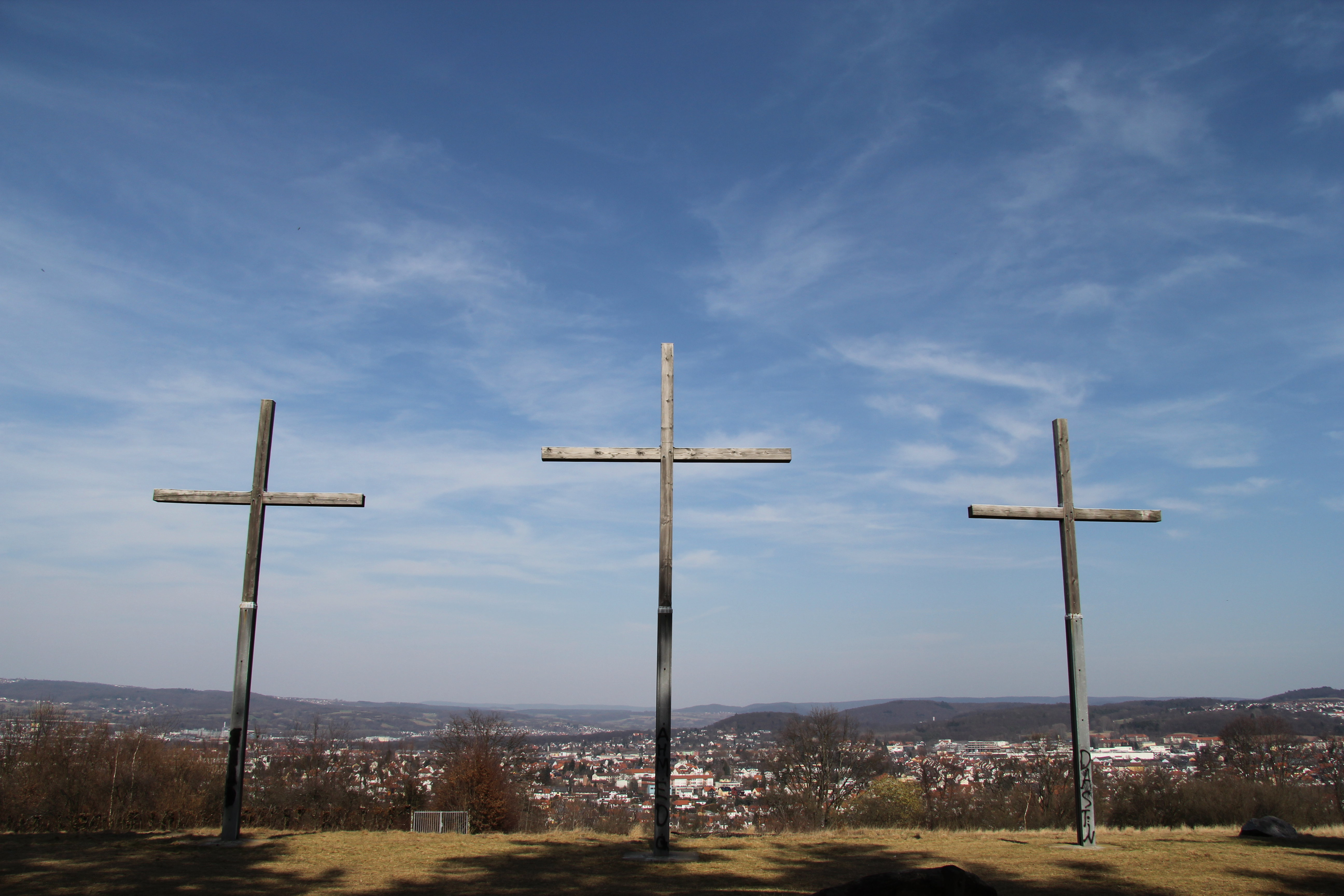
„Drei Kreuze“ auf dem Sternberg erinnern an früher aufgeführte Passionsspiele

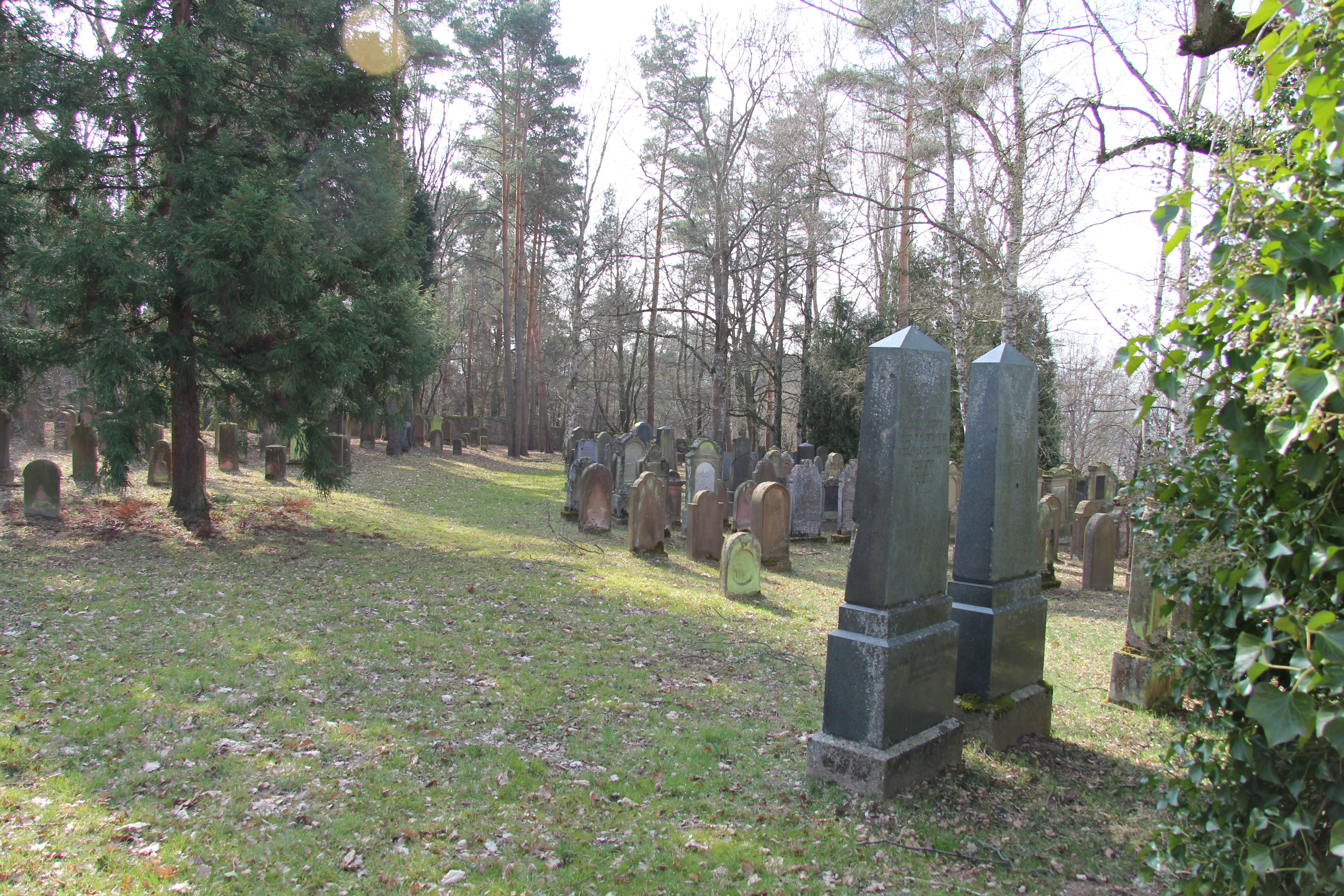
Judenfriedhof in Schweinheim

Für das Jahr 1660 ist für Schweinheim die Existenz einer Kapelle belegt, die vermutlich dem Heiligen Wendelin geweiht war. 1756 musste ihr ursprünglicher Chor einem größeren Querhaus mit neuem Chor weichen. In das Jahr 1751 fällt die Stiftung einer Kaplanei, was weitere Ausbauten bewirkte. 1804 gelangte das „hl. Muttergottesbild“, das über 200 Jahre in der Kapuzinerkirche zu Mainz gestanden hatte, nach Schweinheim, wo es andächtig verehrt wurde. 1821 wurde die Kaplanei zur selbständigen Pfarrei erhoben. Der Pfarrei Schweinheim wurden die Dörfer Haibach, Grünmorsbach und Gailbach angegliedert.
In der zweiten Hälfte des 19. Jahrhunderts wurde die baufällig und zu klein gewordene Kapelle abgebrochen und an ihrer Stelle die bis heute ortsbildprägende Pfarrkirche Maria Geburt errichtet.
Auf der Schweinheimer Höhe gibt es seit 1958 die evangelische Kirche St. Matthäus, später um ein Gemeindezentrum sowie einen Kindergarten ergänzt, und seit 1962 eine neuapostolische Kirche.
Infolge der Entwicklung neuer Wohngebiete und der besseren Seelsorge in den Wohngebieten um die Hefner-Alteneck-Straße und am Südring (beide liegen auf Aschaffenburger Gemarkung) wurde 1950, ebenfalls auf der Schweinheimer Höhe, die katholische Pfarrei St. Gertrud gegründet und 1959/60 an städtebaulich exponierter Stelle die von Professor Schwarz entworfene, einschiffige Hallenkirche gleichen Namens mit einem freistehenden Turm errichtet.
Von jeher findet die Schweinheimer Volksfrömmigkeit ihren Ausdruck in besonderen Sitten und Gebräuchen sowie in der Errichtung vor allem von Bildstöcken. Hierhin gehört auch ein Kreuzweg, der, ähnlich den 14 Stationen des Kreuzweges in Hausen (1932), mit 16 Gebetsstationen über den Erbig zur Obernauer Kapelle führt. Für den Bau dieser Stationen setzte sich besonders der Schweinheimer Pfarrer, Geistlicher Rat Karl Umenhof ein.

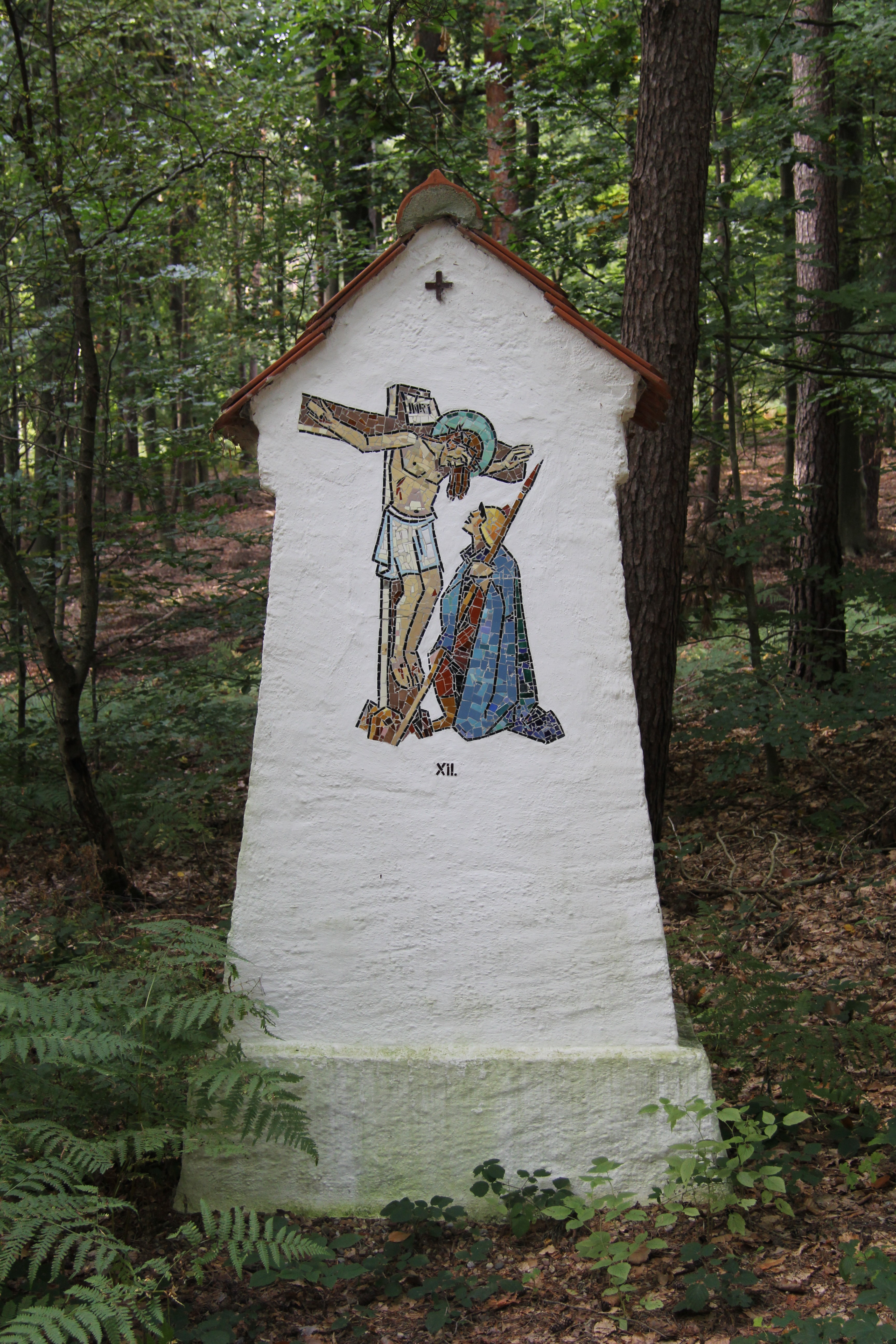
Gebetsstation des Kreuzwegs am Erbig bei Schweinheim

Sie wurden 1935 von Schweinheimer Gläubigen in seitlich geböschter Art gemauert. Die Bildnisse der Stationen gestaltete der Glattbacher Künstler Alois Bergmann-Franken (1897–1965).
Witterungseinflüsse, mutwillige Zerstörungen und Kriegsschäden hatten den Kreuzwegstationen schon in ihrem ersten Jahrzehnt arg zugesetzt.
Nach dem Zweiten Weltkrieg ergriff Pfarrer Vinzenz Buhleier die Initiative zur Renovierung. Auch diesmal wurde Alois Bergmann-Franken beauftragt. Nun führte er die Darstellungen des Kreuzweges Christi in keramischen Mosaikarbeiten aus, die äußeren Einflüssen und Beschädigungen besser widerstehen. Der neue Kreuzweg wurde am 27. Mai 1956 geweiht.
Durch Geldspenden und freiwillige Helfer wurde 1999 eine weitere Renovierung möglich. Die Dächer der Stationen wurden erneuert, die Pfeiler neu gestrichen und die Natursteinstufen des Weges ausgebessert. Die Mosaiken wurden durch Bruno Bergmann, einem Enkel des ursprünglichen Künstlers, saniert. Beschädigte Steinchen wurden entfernt, neue Mosaiken nach Vorlage alter Fotografien erstellt. So auch bei der 16. und letzten Station, die von übenden Truppen der US-Armee in den 1960er Jahren bis auf den Sockel zerstört worden war. Da keine Bilder der Originaldarstellung erhalten waren, entwarf Bergmann ein Bild von der Legende der Kreuzauffindung durch die Heilige Helena.
Alle 16 Stationen sind unter der Nummer D-6-61-000-478 in der Denkmalliste Bayern aufgeführt.

## Vereinswesen

### Vereine
1860 wurde der heute nicht mehr bestehende Gesangsverein Concordia gestiftet.
1885 gab es in Schweinheim zudem einen Sängerbund, einen Kriegerverein und einen Arbeiterverein.
Heute tragen zum aktiven Vereinsleben  bei:
- Chorgemeinschaft Schweinheim 1858 e. V.
- MC Gun Donald’s e. V.
- Turnverein Schweinheim 1885 e. V.
- Bienenzuchtverein Schweinheim, gegründet am 10. Januar 1910
- Gesellschaftsclub „Fidelio“ Aschaffenburg-Schweinheim e. V., gegründet 1913
- BSC Aschaffenburg Schweinheim 1920 e. V.
- Arbeiter-Unterstützungsverein Schweinheim, gegründet 1865
- St. Johannis-Zweigverein Aschaffenburg-Schweinheim e. V., gegründet 1928
- Reservistenkameradschaft Aschaffenburg-Schweinheim e. V., gegründet 1975
- Kleingärtnergruppe am Herbigsbach Schweinheim e. V., gegründet 1978
- Schachclub Aschaffenburg-Schweinheim e. V., gegründet 1986
- Heimat- und Geschichtsverein Aschaffenburg-Schweinheim e. V., 2006
- Soldaten- und Reservistenkameradschaft Aschaffenburg-Schweinheim e. V., gegründet 2007
- Tennisclub Schweinheim e. V., gegründet 2012

### Vereinsring
Der Vereinsring Aschaffenburg-Schweinheim 1976 e. V. umfasst 34 Vereine mit insgesamt ca. 8500 Mitgliedern. Sein 30-jähriges Bestehen wurde am 15. Januar 2006 mit einem ökumenischen Gottesdienst mit Fahnenabordnungen aller Vereine und einem Neujahrsempfang im Gemeindehaus der evangelischen
Matthäuskirche begangen.

## Bauwerke

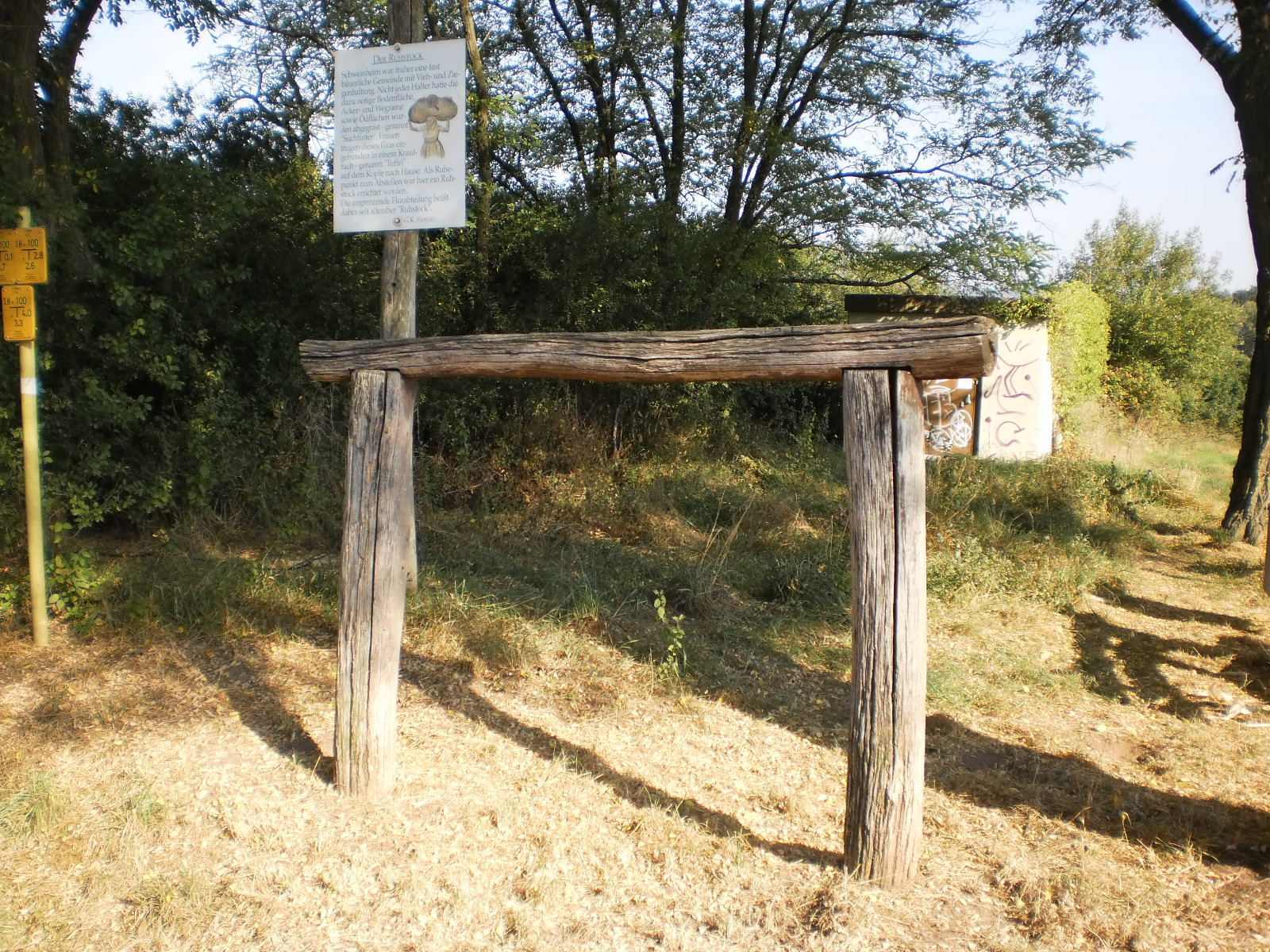
Der Ruhstock bei Schweinheim

1930 errichtete der TV Schweinheim die Alte Turnhalle im Sportweg. Diese wurde unter anderem während des Zweiten Weltkriegs als Reservelazarett.
Westlich von Schweinheim befindet sich an der Kreuzung des Bischbergwegs und des Unterhainer Triebwegs der „Ruhstock“, ein Rastplatz in Form einer einfachen Balkenkonstruktion. Der Querbalken verläuft in etwa in Brusthöhe und diente dazu, dass die Bäuerinnen dort ihr gefülltes Krauttuch, das sog. Tuffel (Ableitung von „Tuch voll“), welches auf dem Kopf getragen wurde, zur Rast abstellen konnten. Der Flurname „Ruhstock“ hat hier seinen Ursprung.

## Denkmäler

### Baudenkmäler

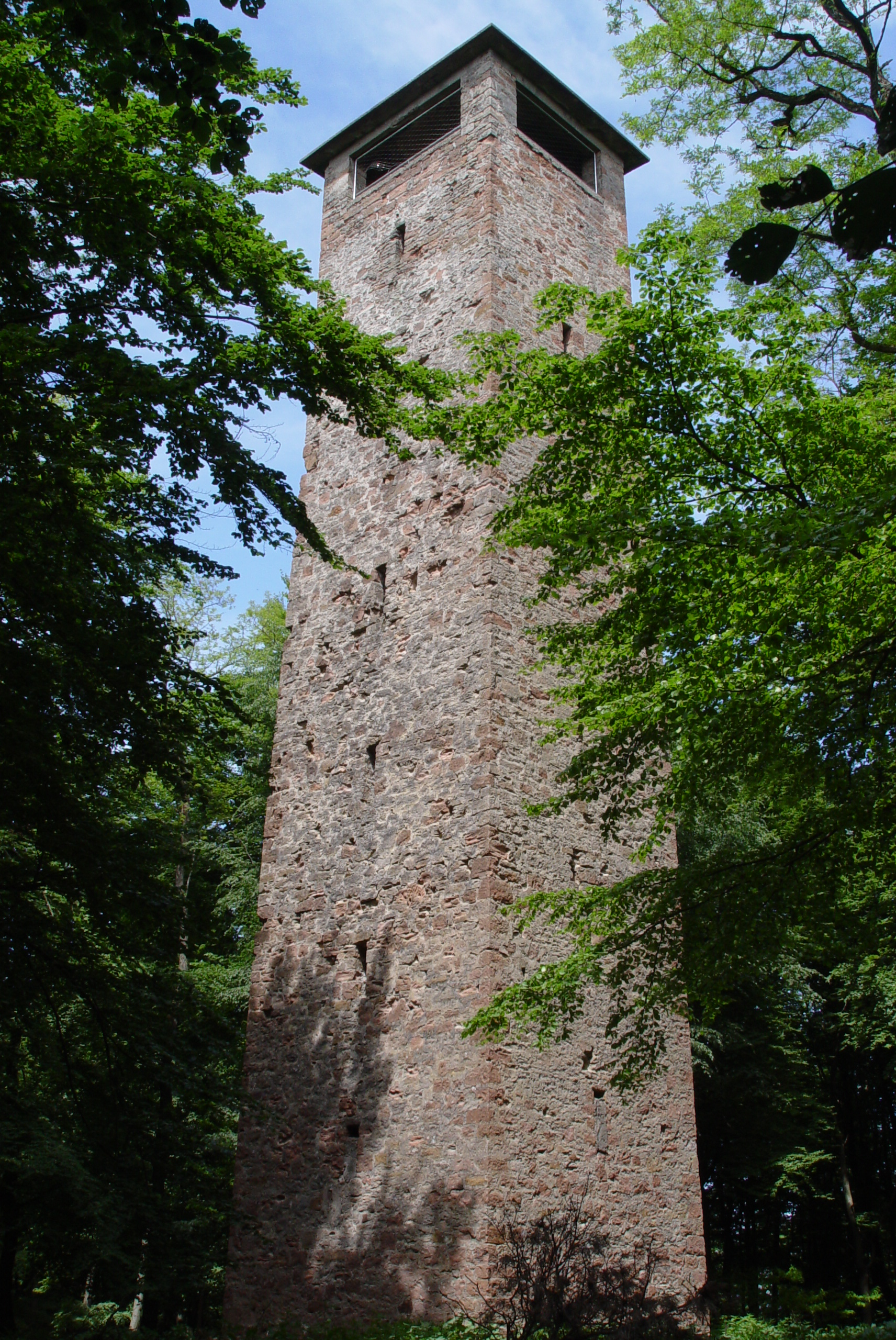
Dr.-Hönlein-Turm auf dem Gipfel des Stengerts

Im Aschaffenburger Stadtteil Schweinheim finden sich zahlreiche denkmalgeschützte Bauwerke. Auf dem 347 Meter hohen Stengerts wurde 1938 vom Spessartbund, im gleichen Stil wie im Jahr zuvor auf der Geishöhe, ein 22 Meter hoher Aussichtsturm als Hindenburgturm errichtet. Das Eigentum an diesem Turm ging an die Gemeinde Schweinheim und im Zuge der Eingemeindung an die Stadt Aschaffenburg über. 1951 wurde er nach dem Chefarzt der ehemaligen Lungenheilstätte Theresien-Heim in Lohr und verdienten Vorsitzenden des Spessartbundes, Hans Hönlein benannt. Mittlerweile sind einige umgebende Bäume nahezu auf Turmhöhe gewachsen, so dass er seiner ursprünglichen Bestimmung als Aussichtsturm mit Rundumsicht nicht mehr uneingeschränkt gerecht werden kann.
Ein weiteres Beispiel ist das Pfarrhaus, Marienstraße 13: Es wurde 1819 von der damaligen politischen Gemeinde Schweinheim nach einem Entwurf des Aschaffenburger Bauinspektors Bernhard Morell errichtet, später mehrfach umgebaut und erweitert und ist bis heute erhalten.

### Bodendenkmäler
Die Gemarkung des Stadtteils Schweinheim birgt diverse Bodendenkmälern. Diese belegen eine Besiedlungsgeschichte bereits in der Jungsteinzeit. Die archäologischen Funde und Befunde zeugen von der langen und vielfältigen Vergangenheit des Ortes und seiner Umgebung.
| Lage                   | Objekt | Akten-Nr.     | Bild |
| ---------------------- | --- | ------------- | ---- |
| Schweinheim (Standort) | Bestattungsplatz mit Grabhügeln vorgeschichtlicher Zeitstellung.                                                                                | D-6-6021-0002 |      |
| Schweinheim (Standort) | Siedlung des Neolithikums. | D-6-6021-0051 |      |
| Schweinheim (Standort) | Fundamente von mittelalterlichen und frühneuzeitlichen Vorgängerbauten der neuzeitlichen Katholischen Pfarrkirche Mariä Geburt von Schweinheim. | D-6-6021-0057 |      |

## Städtebauliche Sanierung
Bis ins zwanzigste Jahrhundert hatte Schweinheim, wie viele Orte im Vorspessart schlechte Bausubstanz und unzureichende Straßen. Nach dem Bau der Wasserleitung in den 1920er Jahren und nach der Eingemeindung nach Aschaffenburg 1939 entwickelte sich das Dorf mit zunehmender Motorisierung in den 1960er Jahren zu einem beliebten Wohnstandort – und ungeachtet seiner Randlage sogar zu einem Wohnort für Pendler ins hessische Rhein-Main-Gebiet. Als eines der ersten Gebiete Deutschlands überhaupt wurde der historische Ortskern bereits im Jahre 1962 zum städtebaulichen Sanierungsgebiet erklärt. Die umfassende Sanierung wurde 2003 offiziell  abgeschlossen.
Die Sanierungsplanungen begannen am 6. März 1961 mit einem Auftrag an das Büro von Professor Max Guther, Darmstadt, und kamen 1967 zum Abschluss. Ihr Gegenstand waren vor allem der schlechte, überalterte Gebäudezustand und die Straßenerschließung, die damals hauptsächlich noch durch die Marienstraße erfolgte.
Gemäß Untersuchungsbericht von 1967 waren seit 1948 im Sanierungsgebiet um den historischen Ortskern nur drei Gebäude neu errichtet worden. Ebenso waren elf Prozent der Häuser nicht an das Wassernetz und 51 Prozent nicht an eine vollwertige Kanalisation angeschlossen. Von den 63 Gebäuden hatten 38 Prozent keine Wasserklosetts, sondern nur einfache Abort- oder Abtrittgruben außerhalb der Wohnungen. 68 Prozent der Gebäude hatten keine Badezimmer – man verwendete dort Waschschüsseln, die sogenannten Waschlavoirs.
In der Zeit der Sanierung wurden sieben Millionen Euro aus öffentlichen Mitteln von der Stadt Aschaffenburg, der Regierung von Unterfranken, dem Freistaat Bayern und dem Bund eingesetzt. Nicht bekannt ist die Gesamtinvestitionssumme privater Investoren, die in Gebäuderenovierungen und Neubauten floss. Schweinheim hat heute ein kleines Stadtteilzentrum mit der verkehrsberuhigten Zone Marienstraße.

## Stadtentwicklung
Zu den ersten Industriebetrieben gehören die Spessart Granitwerk-Gesellschaft (ca. 1892), die 1899 gegründeten Celluloid-Werke Aschaffenburg-Schweinheim (später Petri AG und Takata AG, heute Joyson Safety Systems Aschaffenburg GmbH) und die Rohproduktenhandlung Gebr. Sternheimer (ab 1941 Süddeutsche Polsterwarenfabrik, ab 1952 Weberei Däfler GmbH).
Kurz nach der Jahrhundertwende entstanden auf Aschaffenburger Gemarkung, heute jedoch zum Stadtteil Schweinheim gehörend, die Güldner Motorenwerke (heute Linde Material Handling) und die Kupfer- und Messingwerke C. Heckmann (später VDM, heute TRW Automotive Inc.).
Am südlichen Ortsrand liegt ein kleines Gewerbegebiet mit mittelständischen Handwerks- und Produktionsbetrieben (Metall- und Holzverarbeitung) sowie Dienstleistungsunternehmen.
Die ab den 1970er Jahren nach und nach erschlossenen Wohngebiete Feldchenstraße, Am Herbigsbach/Sodener Straße, Dümpelsmühle, Rotäckerstraße/Steinweg und Umenhofstraße/Steubenstraße sind heute weitestgehend bebaut. Ab den 1990er Jahren wurden am westlichen Ortsrand zwei Wohngebiete entwickelt: „Am Gäßpfad“ und „Rotäckerstraße“. Das Gebiet Gäßpfad ist schon weitgehend bebaut. Im Gebiet Rotäckerstraße wurde mit der Erschließungsplanung begonnen.
Insbesondere die Wohnlagen auf der Schweinheimer Höhe und am südlichen Ortsrand haben einen hohen Wohnwert – auch wegen der im Stadtteil liegenden Berge (Bischberg, Erbig, Stengerts, Weißberg), der Obstwiesen und weitläufigen Wälder (Schweinheimer Wald, Elterwald). Nach dem Villenviertel am Godelsberg gilt Schweinheim als Aschaffenburgs zweitteuerste Wohnlage.

## Luftqualität
Vor allem infolge der Umstellung der überwiegende Mehrzahl der Haushalte auf Erdgas hat sich die Luftgüte in Schweinheim erhöht. Zudem gelten seit 2015 auch für alle Heizungen niedrigere Emissionsgrenzwerte.
Fünf Flechtenkartierungen in der Zeit von 1991 bis 2015 haben ergeben, dass sich die Luftqualität gerade auch in den Tallagen entlang des Hensbaches stark erhöht hat und heute gemäß VDI 3957 Blatt 13 im Stadtteil Schweinheim mit „hoch“ bis „sehr hoch“ eingestuft ist.

## Verkehr
Im Norden ist Schweinheim über die Schweinheimer Straße an das Aschaffenburger Stadtzentrum angebunden, im Nordosten über die Würzburger Straße an das östliche Stadtgebiet und den Spessart. Der Lkw-Verkehr zum Gewerbegebiet fährt teilweise über die Ebersbacher Straße durch den Ort, teilweise umgeht er Schweinheim südlich über den Reiterweg und den Königsgraben.
Die Buslinie 4 verbindet Schweinheim von Montag bis Samstag ganztägig sowie Sonntag nachmittags mit dem Zentrum. Die Linien 5, 10 und 15 berühren Schweinheim ebenfalls im Osten.
Im Westen wird das Schweinheimer Gemarkungsgebiet durch die Bundeswasserstraße Main begrenzt, von der Staatsstraße 2309 sowie den Bahnstrecken Aschaffenburg-Süd – Neuer Hafen und Aschaffenburg-Miltenberg durchzogen.

## Persönlichkeiten
- Jean Vauchel, eigentlich Johannes Cornelius Vauchel (* 9. März 1782 in Offenbach am Main; † 10. Januar 1856 in Damm bei Aschaffenburg) Geigenbaumeister französischer Abstammung, königlich-bayerische Hofgeigenmacher, wohnte in den Jahren 1853/54 in Schweinheim, von wo er aber nach Damm umzog, nachdem Schweinheimer Kinder seine Tauben beschossen hatten.

- Bernhard Lizius (* 23. Oktober 1812 in Aschaffenburg; † 1870 in England) Revolutionär, Hauptredner beim Erbig-Fest 1832 mit Ansprachen im national-demokratischen Geist des Hambacher und des Gaibacher Fests.
- Judith Gerlach (* 3. November 1985 in Würzburg) ist seit dem 8. November 2023 bayerische Staatsministerin für Gesundheit, Pflege und Prävention. Zuvor war sie vom 12. November 2018 bis zum 8. November 2023 bayerische Staatsministerin für Digitales.
- Eric Leiderer (* 16. Dezember 1972 in Aschaffenburg) ist ein deutscher Gewerkschaftsfunktionär und seit 2020 Bürgermeister in Aschaffenburg.
- Paul Gerlach (* 18. August 1929 in Obernau; † 24. Mai 2009 in Aschaffenburg) war ein deutscher Jurist, Verwaltungsbeamter und Politiker (CSU). Er war von 1969 bis 1987 Abgeordneter im Deutschen Bundestag.

- Johann Georg Schweinfest (* 16. Januar 1850 in Neuses bei Schweinshaupten; † 21. Oktober 1925 in Schweinheim), 1875 zum Priester geweiht, kam 1887 als Pfarrer nach Schweinheim. Er initiierte den örtlichen Raiffeisen-Verein. 1894 legte er den Grundstein für die Kirche Maria Geburt, errichtete Schwesternhaus, Kinderbewahranstalt, Handarbeitsschule sowie Knaben- und Mädchenschulhäuser und andere Projekte, etwa die Kirche St. Margareta und St. Johannes in Grünmorsbach (1899). 1912 übergab er der Gemeinde sein schriftliches Vermächtnis: eine Chronik des Pfarrdorfes Schweinheim. Dafür erhielt er am 14. Juni 1912 die Ehrenbürgerschaft von Schweinheim.

- Josef Michael Heim, Gemeinderat,  Oberbauführer, geboren am 2. Mai 1867 in Esselbach bei Marktheidenfeld gestorben in Schweinheim am 19. Januar 1934. Wegen seiner Verdienste um die elektrische Versorgung der Gemeinde Schweinheim wurde 1939 nach ihm die Heimstraße benannt.

- Hanns (Franz Wendelin) Seidel, am 12. Oktober 1901 in Schweinheim geboren, war von 1947 bis 1954 Bayerischer Wirtschaftsminister und von 1957 bis 1960 Bayerischer Ministerpräsident. Von 1955 bis 1961 war Hanns Seidel Vorsitzender der CSU. Nach ihm wurden die Hanns-Seidel-Stiftung der CSU und das Hanns-Seidel-Gymnasium in Hösbach benannt.

- Hannes Neuner, am 27. August 1906 in Schweinheim geboren, war Künstler und von 1953 bis 1969 Professor an der Stuttgarter Akademie der Bildenden Künste. Er verstarb am 25. April 1978 in Stuttgart.

- Bruno Fäth (* 24. Februar 1909 in Schweinheim; † 17. November 1979 in Aschaffenburg) war über vier Jahrzehnte Geschäftsführer der Raiffeisenbank Schweinheim. 1923 trat er in den TV Schweinheim ein und betrieb dort Leichtathletik und Turnen. Er gehört zu den Gründern der Handballabteilung und spielte dort lange Zeit. 1953 bis 1966 war er der 1. Vorsitzende des TV Schweinheim. 1974 verlieh ihm die Stadt Aschaffenburg den Ehrenbrief für hervorragende Verdienste in der Sportführung.

- Hein Neuner (* 17. Juli 1910 in Schweinheim bei Aschaffenburg; † im September 1984 in Hamburg) war ein deutscher Grafiker

- Josef Zeller (* 1914; † 2007), vielfältig karitativ tätig gewesener Apotheker und Stadtrat, Träger des Silvesterordens

- Franz Kolb (* 27. Juni 1914 in Schweinheim; † 1. Juli 2007), Geistlicher in Würzburg, Bonnland und Aschaffenburg, 1978 mit dem päpstlichen Ehrentitel Kaplan seiner Heiligkeit ausgezeichnet[25][26]

- Friedel Heymann, (* 9. August 1919 in Königstein im Taunus; † 28. März 1945 in Aschaffenburg), Offizier, Opfer eines Endphaseverbrechens

- Mimi Herold geborene Schramm (* 2. September 1925 in Plan, Tschechoslowakei; † 20. Juli 2015 in Aschaffenburg), auch bekannt als Egerländer Nachtigall, Volksmusiksängerin.

## Trivia
Zu Zeiten des Kurfürstentums Mainz hatte Schweinheim seit 1249 gegenüber den anderen Orten des Vizedomamts Aschaffenburg besondere Vorrechte und gehörte lediglich in Kriminalsachen zum Cent vorm Spessart. Ansonsten unterstand der Ort direkt dem Oberkeller zu Aschaffenburg. Schweinheim hatte keine anderen Fronen zu leisten als die Arbeit in den Weingärten des Bischberges (in monte episcopi) und Kammerdienste im Aschaffenburger Schloss. Wegen letzterer wurden die Schweinheimer auch als Kammerbauern gehänselt, oder etwas derber als „Schweinheimer Häfen“.

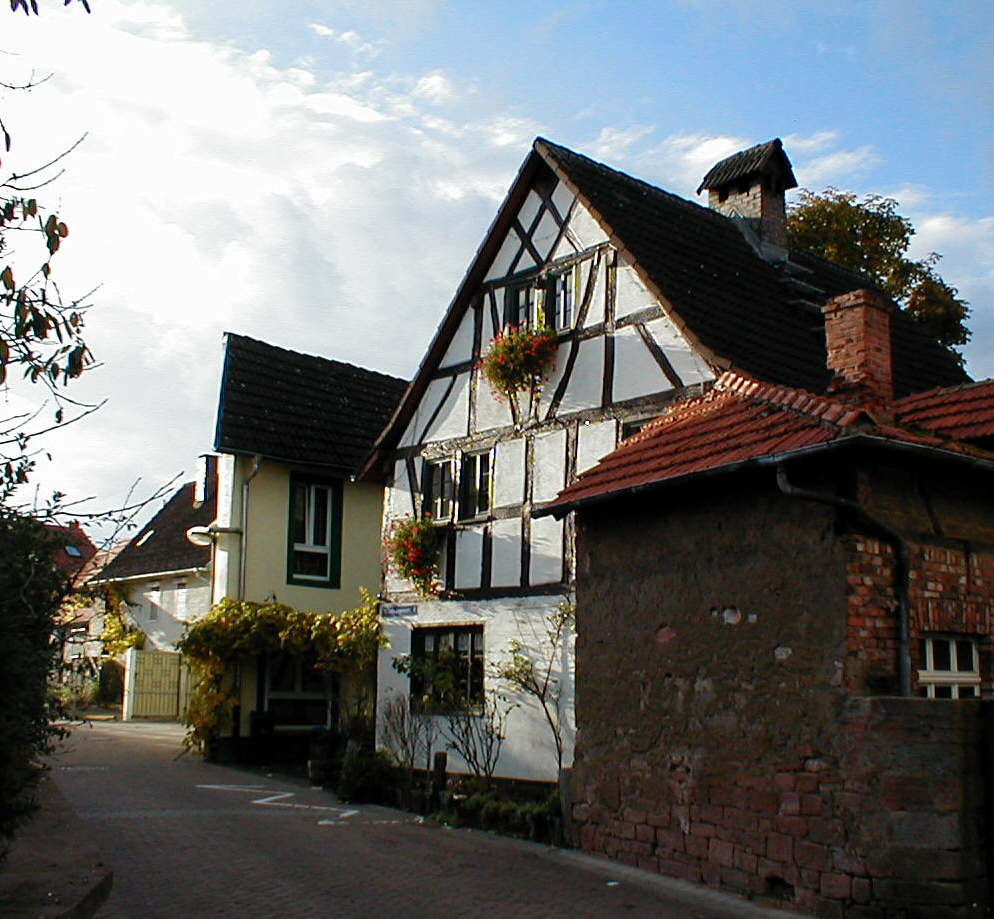
Altes Fachwerkhaus in der Allerheiligenstraße
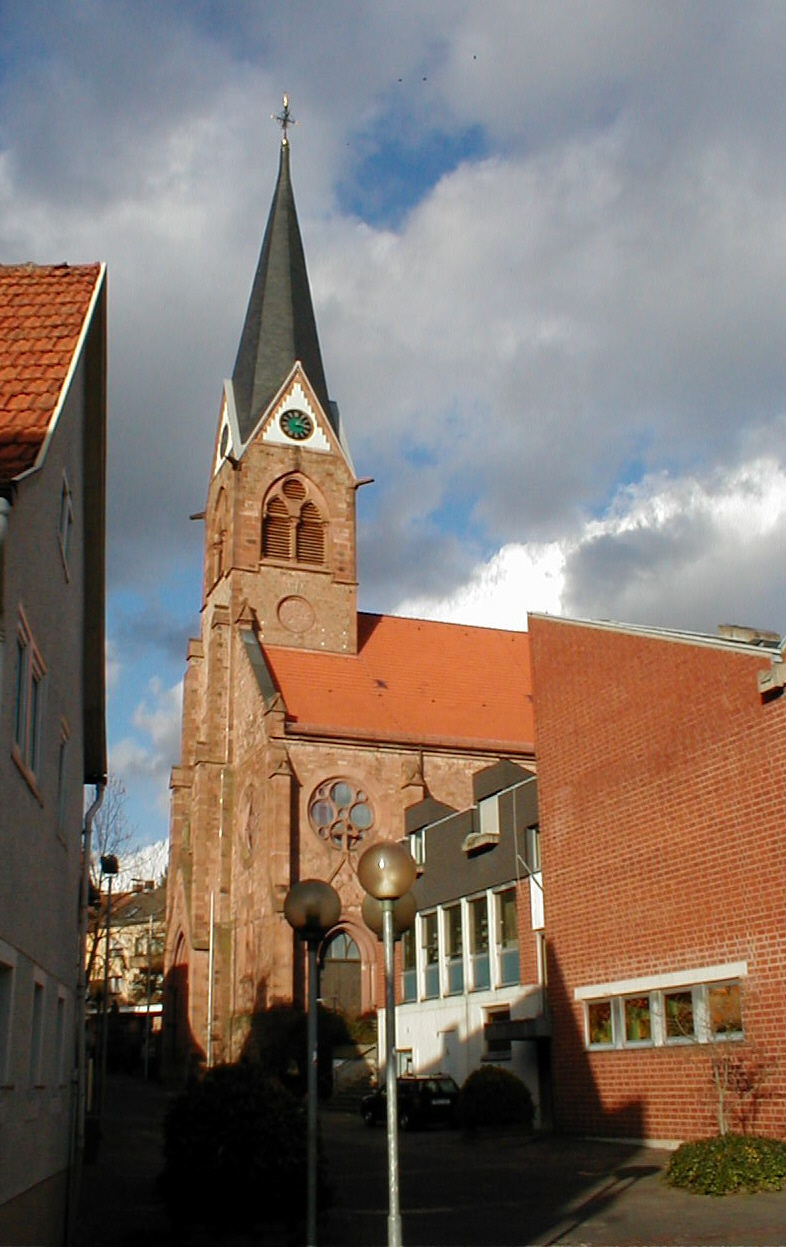
Schweinheimer Pfarrkirche Maria Geburt
Schweinheimer Altes Kriegerdenkmal